# Castello di Solre-sur-Sambre
Il castello di Solre-sur-Sambre è una rocca del XIV secolo situata sulle rive del Thure e del Sambre, affluenti del Mosa, all'interno della giurisdizione della frazione di Solre-sur-Sambre, ora nel comune di Erquelinnes, nella provincia di Hainaut, Vallonia, Belgio. Il castello è classificato come importante sito per il patrimonio culturale della Vallonia dal 1951.

## Storia
Il castello di Solre-sur-Sambre venne costruito tra la fine del XIII e l'inizio del XIV secolo dai Mortagne e più volte rimaneggiato nel corso dei secoli.
Intorno al 1480, il castello fu acquistato ad Antoine de Mortagne da Jean Carondelet, cancelliere di Borgogna e delle Fiandre per conto dell'Imperatore Massimiliano I d'Asburgo. La rocca rimase nelle mani della famiglia Carondelet dal 1480 al 1628, anno in cui Anne-Françoise de Carondelet sposò Maximilien-Antoine de Mérode, signore di Ham-sur-Heure.
L'edificio, per diritti di matrimonio, passò quindi nel patrimonio del casato di Mérode (ramo di Mérode-Deinze), dove sarebbe rimasto fino al 1857: Il 9 agosto di quell'anno Marie Théodoline de Mérode sposò il marchese Alof II de Wignacourt ed alla morte del padre della sposa, Félix de Mérode, avvenuto il 7 febbraio, quest'ultima ereditò il castello, passandolo ai dominii Wignacourt.
Nel 1989, il principe Alexandre de Merode riacquistò la proprietà dalla famiglia Wignacourt. Il castello è oggi di proprietà del principe Amaury de Merode, il figlio di un cugino di Alexandre. Essendo casa privata, non è visitabile.